# Leopold Breitenecker
Leopold Breitenecker (* 14. April 1902 in Wien; † 22. November 1981 ebenda) war ein österreichischer Nationalsozialist und Gerichtsmediziner.

## Leben
Leopold Breitenecker studierte an der Universität Wien und promovierte 1928 zum Dr. med. Er war seit 1920 Mitglied der Akademischen Burschenschaft Markomannia Wien, einer schlagenden und deutschnationalen Studentenverbindung. Schon während seines Studiums arbeitete er bei Carl Sternberg an der Wiener Allgemeinen Poliklinik; 1929 wurde er dessen Assistent. 1930 wechselte er zu Albin Haberda (1868–1933) ans Wiener Institut für gerichtliche Medizin, wo er später auch Schüler Fritz Reuters (1875–1959) wurde. Er gehörte dem Freikorps „Ostmark“ an. Am 23. Mai 1938 beantragte er die Aufnahme in die NSDAP und wurde rückwirkend zum 1. Mai desselben Jahres aufgenommen (Mitgliedsnummer 6.150.214). Er habilitierte sich 1939 und wurde 1944 außerordentlicher Professor am Institut für Gerichtsmedizin. In der Zeit des Nationalsozialismus in Österreich war er Mitarbeiter des Rassenpolitischen Amtes der Gauleitung Wien und Arzt für rassen- und erbkundliche Schulungen bei der Hitlerjugend.
Nach dem Ende des Zweiten Weltkrieges wurde er aus dem Hochschuldienst suspendiert. Danach war er von 1945 bis 1956 als Prosektor im KH Wiener Neustadt tätig. Im Jahr 1956 wurde er zum Leiter des Volksgesundheitsamtes im Bundesministerium für soziale Verwaltung bestellt.
Ab 1953 war er Privatdozent, ab 1956 außerordentlicher Professor und von 1959 bis 1973 als ordentlicher Professor Vorstand des Gerichtsmedizinischen Instituts Wien. Zudem war er Landesgerichtsarzt und 1964/65 Dekan der Medizinischen Fakultät. Des Weiteren war er Präsident des Landessanitätsrates und begründete die Österreichische Gesellschaft für gerichtliche Medizin, deren Ehrenpräsident er wurde. Ihm folgte Wilhelm Holczabek. Im Jahr 1967 war er Präsident des V. International Academy of Legal Medicine-Kongresses in Wien.
Breitenecker verfasste Schriften zur Pathologie des plötzlichen Todes, des gewaltsamen Todes, der Kohlenoxyd- und Alkoholintoxikation, der ärztlichen Kunstfehler, der Silikose, der ärztlichen Fortbildung und medizinhistorische Artikel. Er war Herausgeber der „Beiträge zur gerichtlichen Medizin“, Mitherausgeber der „Deutschen Zeitschrift für gerichtliche und soziale Medizin“, Mitglied des Obersten Sanitätsrates, der internationalen Akademie für gerichtliche und soziale Medizin und der österreichischen Studiengesellschaft für Atomenergie.
Breitenecker meinte 1967 in einem entlastenden Gutachten, erstattet für einen Prozess gegen Vergasungsärzte über den Gaskammertod: „Es ist sicherlich eine der humansten Tötungsarten überhaupt.“
Er wurde am Döblinger Friedhof bestattet.

## Auszeichnungen
- 1961: Großes Silbernes Ehrenzeichen für Verdienste um die Republik Österreich[10]
- 1973: Großes Goldenes Ehrenzeichen für Verdienste um die Republik Österreich[11]
- 1977: Ehrenring der Stadt Wien